# مشربية قوسية

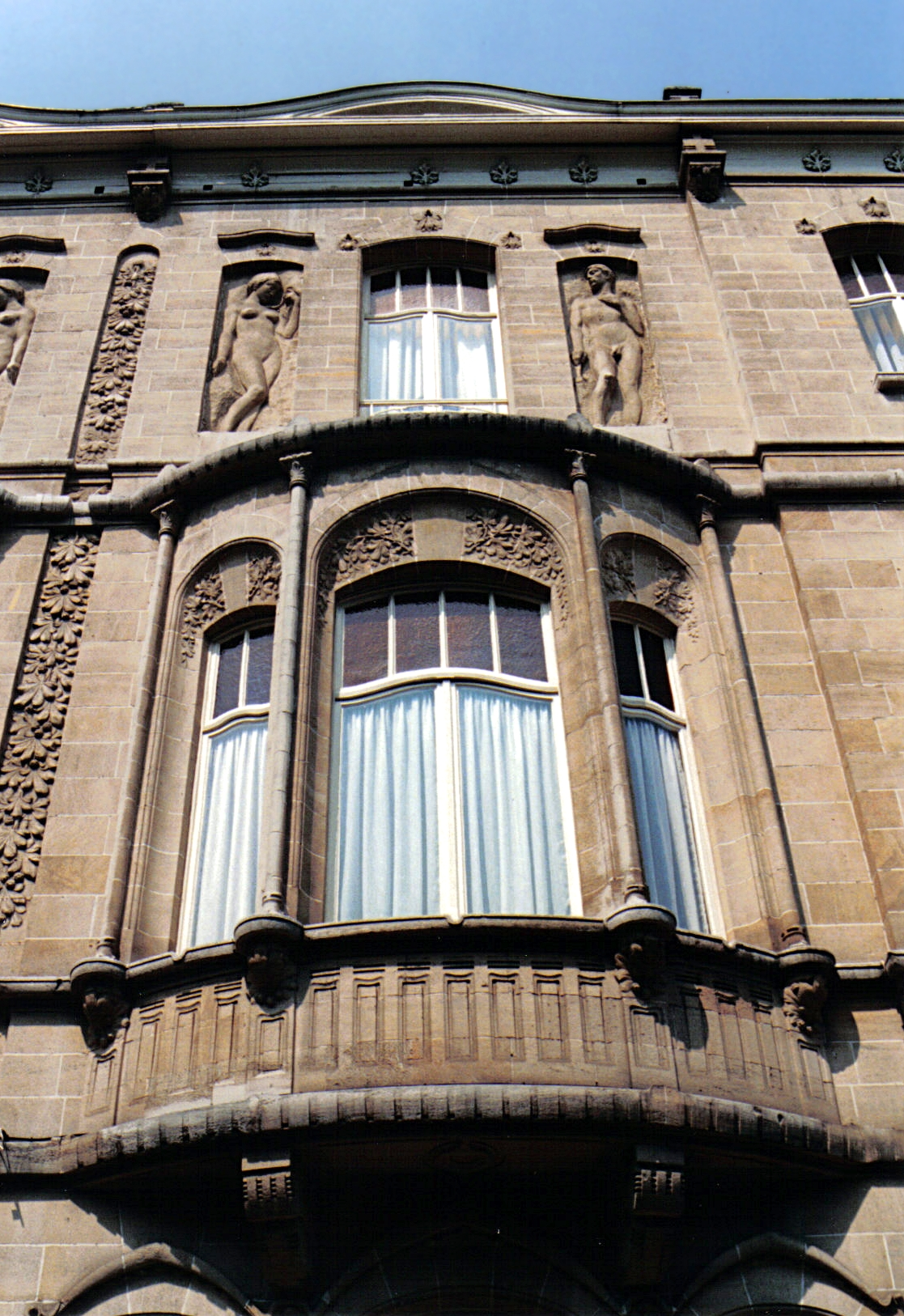
مشربية مقوسة من طراز الفن الجديد في بِرُكسِل

المَشربيّة المُقَوَّسَة مشربية كبيرة منحنية. صُمّمت لخلق مساحة من خلال الإسقاط خارج الجدار الخارجي للمبنى ولتوفير رؤية أوسع للحديقة أو الشارع بالخارج وعادةً ما تجمع بين أربعة نوافذ أو أكثر تنضم لتشكل قوسًا ما يميزها عن المشربيات الأكثر شيوعًا والتي يغلب فيها أن يكون لها نوافذ من ثلاثة جوانب.